# 백자 청화철화삼산뇌문 산뢰
백자 청화철화삼산뇌문 산뢰(白磁 靑畵鐵畵三山雷文 山罍)는 서울특별시 용산구 삼성미술관 리움에 있는 조선시대의 백자이다. 1991년 1월 25일 대한민국의 보물 제1056호로 지정되었다.

## 개요
철화로 3개의 산봉우리가 있는 산과 번개무늬를 그린 높이 27.8㎝, 아가리 지름 9.5㎝, 밑지름 11.8㎝인 조선 전기의 백자제기(白磁祭器)이다.
아가리는 안으로 약간 숙인 형태이고, 어깨는 양감있게 벌어져 있다. 몸통 윗부분이 불룩하고 아래로 내려오면서 서서히 좁아지다가, 굽이 있는 부분에서 밖으로 살짝 퍼져있다. 아가리와 어깨의 경계지점에서 몸통 윗부분에 걸쳐 양쪽으로 활모양의 귀가 달려있고, 그 귀에 다시 둥근 고리가 끼어 있어, 이 항아리가 청동으로 만든 제사에 사용된 제기를 본 떠 만들어진 것임을 짐작하게 해준다.
문양은 어깨에 번개무늬를 돌렸다. 몸통은 가운데에 두 줄의 철화선을 그려 둘로 나누고 그 윗부분에 3개의 봉우리가 있는 산을 청화안료로 여섯 군데에 그려 넣었다. 밑동에는 세모 모양으로 넓게 띠를 둘렀으며, 고리가 달린 양쪽 귀의 윗면에는 철화로 사슬 모양을 그려 넣었다. 유약은 푸른빛이 감도는 백자유약으로 얇고 고르게 발랐다.
이 항아리는 종묘의 제례 때 사용된 ‘산뢰(山罍)’라는 제기로, 『세종실록』·『국조오례의』·『국조오례의 서례』에도 이와 같은 모양의 산뢰 그림이 나와 있다. 현존하는 유일한 백자산뢰로서 15세기 후반에서 16세기 전반경 제작된 청화와 철화를 함께 사용한 작품이다.

## 참고 자료
- 백자 청화철화삼산뇌문 산뢰 - 국가유산청 국가유산포털